# Epicentrum

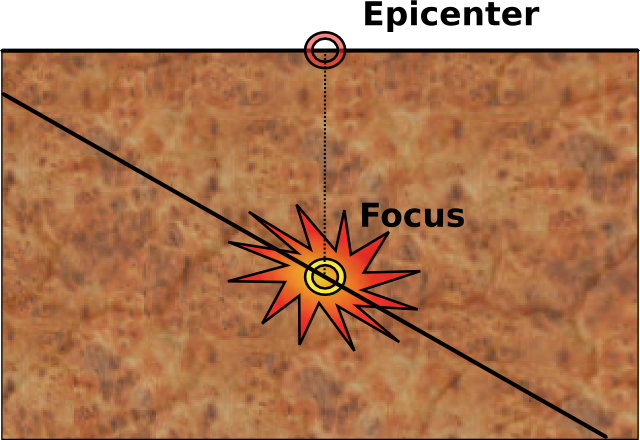
Epicentrumet är rakt över jordbävningens hypocentrum.

Epicentrum (antik grekiska: επίκεντρον) är den punkt på jordens yta som ligger rakt ovanför den punkt (hypocentrum, fokus) där en jordbävning äger rum.
Seismiska vågor sprider sig sfäriskt från hypocentrum. Epicentrum och hypocentrum används även i samband med underjordiska explosioner som till exempel vid underjordiska kärnvapensprängningar. 
Förledet epi- anger ett läge (på, i, över eller efter) i förhållande till centrum. 
I vardagligt tal och i media används epicentrum även i utvidgad betydelse för att ange centrum för andra katastrofala händelser, till exempel nedslagsplatsen för en meteorit eller komet, ursprunget till en smittsam sjukdoms utbredning eller ursprunget till ondskefulla handlingar. Språkrådet avråder från att epicentrum används i dessa fall. 